# Saint-Aubin-de-Courteraie
Saint-Aubin-de-Courteraie is een gemeente in het Franse departement Orne (regio Normandië) en telt 136 inwoners (2005). De plaats maakt deel uit van het arrondissement Mortagne-au-Perche.

## Geografie
De oppervlakte van Saint-Aubin-de-Courteraie bedraagt 9,8 km², de bevolkingsdichtheid is 13,9 inwoners per km².
De onderstaande kaart toont de ligging van Saint-Aubin-de-Courteraie met de belangrijkste infrastructuur en aangrenzende gemeenten.

## Demografie
Onderstaande figuur toont het verloop van het inwonertal (bron: INSEE-tellingen).